# Pseudovigna argentea
Pseudovigna argentea är en ärtväxtart som först beskrevs av Carl Ludwig von Willdenow, och fick sitt nu gällande namn av Bernard Verdcourt. Pseudovigna argentea ingår i släktet Pseudovigna och familjen ärtväxter. IUCN kategoriserar arten globalt som livskraftig. Inga underarter finns listade i Catalogue of Life.